# Олімпік-Дам (аеропорт)
30°29′06″ пн. ш. 136°52′36″ зх. д. / 30.48500° пн. ш. 136.87667° зх. д.
Аеропо́рт «Олімпік Дам» (англ. Ceduna Airport) — Аеропорт Олімпік-Дем (IATA: OLP, ICAO: YOLD) — аеропорт, який обслуговує шахту Олімпік-Дем у Південній Австралії. Розширення аеропорту було заплановано з 2006 року до 2011 року. Авіакомпанія Alliance Airlines обслуговує громадський транспорт між Олімпік-Дем і Аделаїдою.

## Загальні відомості
Аеропорт розташований в Олімпік-Дем, Південна Австралія, термінал розташований на 30°29′02.0322″S 136°53′02.7954″E з місцевим часовим поясом (Австралійський центральний стандартний час (ACST)) +9:30 годин від UTC. Коди аеропорту OLP для FlightStats і IATA, YOLD для ICAO і не мають коду FFA. Кілька компаній з прокату автомобілів працюють в аеропорту.
У 2007 році мало не в повітрі сталося зіткнення між літаком Alliance Airlines і чартерним рейсом. Повінь у регіоні у 2010 році не зачепила аеропорт.

## Пропозиція розширення на 2011 рік
У 2006 році велися дискусії щодо переміщення, коли йшлося про розширення аеропорту Олімпік-Дем або будівництво нового поблизу Андамуки. У цьому регіоні планувалося залучити 5000 підрядників BHP. Планувалося, що аеропорт буде перенесений у разі розширення шахти Олімпійська гребля до відкритої конфігурації. Плани розширення, окреслені у 2011 році, включали вдосконалення аеропорту для обслуговування реактивних літаків і обслуговування пасажирів. Плани аеропорту на 2011 рік передбачали зробити злітно-посадкову смугу всепогодною. Планувалося розташування між Роксбі-Даунс і Андамука. У березні 2020 року компанія NRW Holdings отримала контракт на модернізацію аеропорту. До серпня 2021 року була побудована нова більша злітно-посадкова смуга, а стару закрито та частково знесено.

## Авіалінії та напрямки
| Авіалінії | Сполучення |
| --------- | ---------- |
| Qantas    | Аделаїда.  |